# فرگوس فالز (مینه‌سوتا)
فرگوس فالز  (به انگلیسی: Fergus Falls) شهری در شهرستان اتر تیل ایالت مینه‌سوتا در کشور ایالات متحده آمریکا است که جمعیت آن در سرشماری سال ۲۰۱۰ میلادی، ۱۳۱۳۸ نفر بوده‌است.